# Средняя полоса России
Средняя полоса России, средняя полоса Европейской части России, часто просто средняя полоса — условный термин, определяющий центрально-европейскую часть России, характеризующуюся умеренно континентальным климатом (континентальным климатом умеренных широт) и лесной растительностью.
Синоним — среднерусский регион. Данный термин строго не формализован, поэтому в разных источниках может подразумевать разные географические территории. Тем не менее термин широко распространён в обиходе, популярной, а также научной и энциклопедической литературе.

## История термина
Впервые появляется в Уставе о Лесах 1785 года и в «Обозрении Российской империи в нынешнем её новоустроенном состоянии» (1787 год) адъютанта Павла I Сергея Ивановича Мешкова-Плещеева, где вся территория России делится на Северную, Среднюю и Полуденные полосы. Полосы делились на наместничества, а те соответственно на уезды. Для удобства описания каждое наместничество тоже делилось на три полосы. Термин имел прикладное значение в условиях аграрной экономики, позволяя быстро группировать административные единицы по климатическим зонам. После пересмотра Павлом I административно-территориального деления России, упразднения наместничеств и создания губерний в 1796 году, термин продолжал использоваться в основном агрономами, лесниками, метеорологами и ботаниками. По этой причине данного определения нет в Энциклопедическом словаре Брокгауза и Ефрона (1890—1907 гг.). Возврат происходит в советское время. Словосочетание присутствует в некоторых научно-популярных изданиях по крайней мере 1940 года. К примеру, определители растений Петра Феликсовича Маевского первоначально, в XIX веке, носили название «Флора средней России», с этим же названием они переиздавались в 1926 и 1928 годах, но уже в 1940 году переиздание этого определителя вышло под названием «Флора средней полосы Европейской части СССР».

## География термина
В современных научных изданиях средняя полоса России может определяться в разных границах:

«…в пределах среднерусского региона, охватывающего территорию от Ярославской и Костромской областей на севере до Белгородской и Саратовской — на юге, и от Смоленской и Калужской областей на западе до Татарстана и Самарской области (в пределах правобережных приволжских территорий) — на востоке»

«Понятие „средняя полоса России“ довольно условно … В Атласе мы рассматриваем территорию, ограниченную с севера — Ленинградской и Вологодской областями (включительно), с юга — Белгородской и Саратовской областями (также включительно), на западе доходящую до границы с Белоруссией, на востоке — до Восточного Поволжья.»
Как правило, к ней принято относить следующие области Европейской части России:
- Московскую
- Смоленскую
- Тверскую
- Ярославскую
- Владимирскую
- Рязанскую
- Тульскую
- Калужскую
- Орловскую
- Брянскую
- Костромскую
- Ивановскую
- Нижегородскую

Также к средней полосе могут относить более северные области:
- Ленинградскую
- Псковскую
- Новгородскую
- Вологодскую

Более южные области Черноземья:
- Курскую
- Белгородскую
- Липецкую
- Воронежскую
- Тамбовскую

И более восточные области и республики Поволжья и Предуралья:
- Республику Татарстан
- Кировскую область
- Республику Марий Эл
- Чувашскую Республику
- Республику Мордовию
- Пензенскую область
- Саратовскую область
- Ульяновскую область
- Самарскую область

К средней полосе не относят Удмуртскую Республику, Республику Башкортостан, Оренбургскую область, Пермский край, Республику Коми, Республику Карелию, Краснодарский край, Республику Адыгею, Ставропольский край, Ростовскую область, Волгоградскую область, Астраханскую область и Республику Калмыкию, равно как и регионы азиатской части России.

## Климат средней полосы
Климат средней полосы — умеренно континентальный, со снежной, умеренно морозной зимой и тёплым, достаточно влажным летом. Средняя зимняя температура составляет от −8 °C на юго-западе (Брянская область) до −12 °C на северо-востоке (Ярославская область). Летняя же температура — от +17 °C на северо-западе (Тверская область) до +21 °C на юго-востоке (Липецкая область).

## Рельеф средней полосы
Средняя полоса России расположена в пределах одной из крупнейших равнин Земли, Восточно-Европейской равнины. Юг средней полосы занимает Среднерусская возвышенность.
Рельеф средней полосы России равнинный, местами присутствуют возвышенности и кряжи. Средняя высота над уровнем моря 170 метров.
Расположение средней полосы на устойчивом участке земной коры, на Восточно-Европейской платформе, обуславливает отсутствие вулканической деятельности и землетрясений.

## Гидрография
В средней полосе России находятся истоки и верхнее течение Волги, Дона, Днепра, Западной Двины и их притоки.
Реки средней полосы России характеризуются небольшими значениями уклона русла — от 0,2 м/км до 1 м/км, редко до 1,6 м/км, в среднем 0,5 м/км.

## Растительный мир
Для средней полосы характерны широколиственные и смешанные леса. На севере — в Псковской, Ярославской, Костромской, Кировской областях — средняя полоса граничит с таёжной полосой. На юге — в Воронежской, Курской, Орловской, Липецкой, Тамбовской, Пензенской областях и Мордовии — с зоной лесостепей.
Смешанные леса средней полосы также выделяют как подтаёжную зону.
Основные древесные представители широколиственных лесов: дуб, липа, берёза, клён, ясень, вяз. В смешанных лесах к вышеназванным древесным породам добавляются хвойные — сосна и ель, в восточной части, по мере приближения к Уралу присоединяется пихта, а на севере Нижегородской, Костромской и Кировской областей, а также Удмуртии — изредка лиственница.
Для средней полосы характерно наличие лугов. Основные представители составляющие луговой травостой — семейства злаковых: овсяница, ежа, тимофеевка, лисохвост, полевица; семейства бобовых: клевер, мышиный горошек; и различные осоки
- Овсяница
- Ежа
- Тимофеевка (Аржанец)
- Лисохвост
- Полевица

### Список инвазионных растений Средней России
По данным книги Виноградова Ю. К., Майоров С. Р., Хорун Л. В. Чёрная книга флоры Средней России, 2009.
Деревья и кустарники
- Клён ясенелистный — Acer negundo L.
- Облепиха крушиновидная — Hippophae rhamnoides L.
- Лох узколистный — Elaeagnus angustifolia L. — не является инвазивным для территории России, но является таковым например, для США
- Ирга колосистая — Amelanchier spicata (Lam.) C.Koch
- Ирга ольхолистная — Amelanchier alnifolia (Nutt.) Nutt
- Боярышник однопестичный — Crataegus monogyna Jacq.
- Рябинник рябинолистный — Sorbaria sorbifolia (L.) A.Br.
- Тополь белый — Populus alba L.
- Рейнутрия японская — Reynoutria japonica Houtt.
- Рейнутрия богемская — Reynoutria ×bohemica Chrtek et Chrtkova
- Робиния ложноакациевая — Robinia pseudoacacia L.
- Гледичия трёхколючковая — Gleditsia triacanthos L.
- Аморфа кустарниковая — Amorpha fruticosa L.
- Айлант высочайший — Ailanthus altissima (Mill.) Swingle
- Груша
- Ясень пенсильванский — Fraxinus pennsylvanica Marsh.

Травянистые растения
- Щирица белая — Amaranthus albus L.
- Щирица запрокинутая — Amaranthus retroflexus L.
- Борщевик Сосновского — Heracleum sosnowskyi Manden.
- Аир обыкновенный — Acorus calamus L.
- Амброзия полыннолистная — Ambrosia artemisiifolia L.
- Астра ивовая — Symphyotrichum ×salignum Willd.
- Череда облиственная — Bidens frondosa L.
- Ромашка душистая — Chamomilla suaveolens (Pursh) Rydb.
- Мелколепестник канадский — Conyza canadensis (L.) Cronq.
- Циклахена дурнишниколистная — Cyclachaena xanthiifolia (Nutt.) Fresen.
- Мелколепестник однолетний — Erigeron annuus (L.) Pers.
- Галинзога мелкоцветковая — Galinsoga parviflora Cav.
- Галинзога четырёхлучевая — Galinsoga quadriradiata Ruiz et Pav.
- Подсолнечник клубненосный, топинамбур — Helianthus tuberosus L.
- Крестовник клейкий — Senecio viscosus L.
- Золотая розга канадская, или Золотарник канадский — Solidago canadensis L.
- Золотая розга гигантская, или Золотарник гигантский — Solidago gigantea Ait.
- Дурнишник эльбский — Xanthium albinum (Widder) H.Scholz et Sukopp
- Недотрога желёзконосная — Impatiens glandulifera Royle
- Недотрога мелкоцветковая — Impatiens parviflora DC.
- Окопник кавказский — Symphytum caucasicum Bieb.
- Кардария обыкновенная — Cardaria draba (L.) Desv.
- Рогачка французская — Erucastrum gallicum (Willd.) O.E.Schulz
- Клоповник густоцветковый — Lepidium densiflorum Schrad.
- Гулявник волжский — Sisymbrium wolgense M.Bieb. ex E.Fourn.
- Лебеда татарская — Atriplex tatarica L.
- Эхиноцистис шиповатый — Echinocystis lobata (Michx.) Torr. et A.Gray
- Молочай бутерлаковый — Euphorbia peplus L.
- Люпин многолистный — Lupinus polyphyllus Lindl.
- Элодея канадская — Elodea canadensis Michx.
- Ситник тонкий — Juncus tenuis Willd.
- Эльшольция реснитчатая, или Патрена — Elsholtzia ciliata (Thunb.) Hyl.
- Кипрей железистостебельный — Epilobium adenocaulon Hausskn.
- Кипрей ложнокраснеющий — Epilobium pseudorubescens A.K.Skvortsov
- Энотера двулетняя, или Ослинник двулетний — Oenothera biennis L.
- Кислица прямостоячая — Oxalis stricta L.
- Костёр кровельный — Anisantha tectorum (L.) Nevski
- Овсяница шершаволистная — Festuca trachyphylla (Hack.) Krajina
- Ячмень гривастый — Hordeum jubatum L.
- Мятлик приземистый — Poa supina Schrad.
- Бескильница расставленная — Puccinellia distans (L.) Parl.

## Животный мир

### Млекопитающие
Крупные хищные млекопитающие: бурый медведь, волк, лисица, рысь, енотовидная собака (интродуцированна в XX веке).
Парнокопытные: лоси, олени (благородный, пятнистый, марал — два последних интродуцированы в XX веке), косули, кабаны.
Семейство куньих: куницы, барсуки, выдры, норки, горностаи, ласки, хори.
Грызуны: белки, суслики, бобры, ондатра, серая и чёрная крысы, мыши, хомяки, полёвки, сони, лесная мышовка, большой тушканчик.
А также зайцы, ежи, кроты, выхухоли, землеройки.

### Птицы
Орнитофауна средней полосы насчитывает более 250 видов. В больших количествах встречаются дятлы, дрозды, рябчики, снегири, соловьи, коростели, чибисы, серые цапли, чайки, поганки, утки (особенно кряквы); водятся также белые аисты, огари. Многочисленны воробьи, сороки, вороны. Свыше сорока видов относятся к охотничье-промысловым и добываются ежегодно.